# Befolkningsutveckling i Köpenhamns kommun
Befolkningsutveckling i Köpenhamns kommun beskrivs officiellt av den danska statistikmyndigheten Danmarks statistik. Befolkningsutvecklingen som statistikförs beskriver utöver antalet invånare även religiositet, inkomstfördelning, etnisk härkomst med mera.

## Statistik
| - 1450: ungefär 4–5 000 - 1500: ungefär 10 000 - 1650: ungefär 30 000 - 1700: ungefär 65 000 - 15.1.1769: 80 000 - 1.7.1787: 90 032 - 1.2.1801: 100 975 - 1.2.1840: 120 819 - 1.2.1850: 129 695 | - 1.2.1860: 155 143 - 1.2.1870: 181 291 - 1.2.1880: 234 850 - 1.2.1890: 312 859 - 1.2.1901: 360 787 - 1.2.1901: 400 575 - 1.2.1911: 462 161 - 1.2.1921: 561 344 - 5.11.1930: 617 069 | - 5.11.1940: 700 465 - 7.11.1950: 768 105 - 26.9.1960: 721 381 - 9.11.1970: 622 773 - 1971: 625 678 - 1972: 610 985 - 1973: 595 751 - 1974: 576 030 - 1975: 562 405 | - 1976: 545 350 - 1977: 529 154 - 1978: 515 594 - 1979: 505 974 - 1980: 498 850 - 1981: 493 771 - 1982: 490 597 - 1983: 486 593 - 1984: 482 937 |

| Befolkningsutvecklingen i Köpenhamns kommun                                                                               | Befolkningsutvecklingen i Köpenhamns kommun | Befolkningsutvecklingen i Köpenhamns kommun | Befolkningsutvecklingen i Köpenhamns kommun | Befolkningsutvecklingen i Köpenhamns kommun |
| --- | ------------------------------------------- | ------------------------------------------- | ------------------------------------------- | ------------------------------------------- |
| |                                             |                                             |                                             |                                             |
| År |                                             |                                             | Invånare                                    |                                             |
| 1985 | 1985                                        |                                             | 478 615                                     | 478 615                                     |
| 1986 | 1986                                        |                                             | 473 000                                     | 473 000                                     |
| 1987 | 1987                                        |                                             | 469 706                                     | 469 706                                     |
| 1988 | 1988                                        |                                             | 468 705                                     | 468 705                                     |
| 1989 | 1989                                        |                                             | 467 850                                     | 467 850                                     |
| 1990 | 1990                                        |                                             | 466 723                                     | 466 723                                     |
| 1991 | 1991                                        |                                             | 464 773                                     | 464 773                                     |
| 1992 | 1992                                        |                                             | 464 566                                     | 464 566                                     |
| 1993 | 1993                                        |                                             | 466 129                                     | 466 129                                     |
| 1994 | 1994                                        |                                             | 467 253                                     | 467 253                                     |
| 1995 | 1995                                        |                                             | 471 300                                     | 471 300                                     |
| 1996 | 1996                                        |                                             | 476 751                                     | 476 751                                     |
| 1997 | 1997                                        |                                             | 483 658                                     | 483 658                                     |
| 1998 | 1998                                        |                                             | 487 969                                     | 487 969                                     |
| 1999 | 1999                                        |                                             | 491 082                                     | 491 082                                     |
| 2000 | 2000                                        |                                             | 495 699                                     | 495 699                                     |
| 2001 | 2001                                        |                                             | 499 148                                     | 499 148                                     |
| 2002 | 2002                                        |                                             | 500 531                                     | 500 531                                     |
| 2003 | 2003                                        |                                             | 501 285                                     | 501 285                                     |
| 2004 | 2004                                        |                                             | 501 664                                     | 501 664                                     |
| 2005 | 2005                                        |                                             | 502 362                                     | 502 362                                     |
| 2006 | 2006                                        |                                             | 501 158                                     | 501 158                                     |
| 2007 | 2007                                        |                                             | 502 954                                     | 502 954                                     |
| 2008 | 2008                                        |                                             | 509 861                                     | 509 861                                     |
| 2009 | 2009                                        |                                             | 518 574                                     | 518 574                                     |
| 2010 | 2010                                        |                                             | 528 208                                     | 528 208                                     |
| 2011 | 2011                                        |                                             | 539 542                                     | 539 542                                     |
| 2012 | 2012                                        |                                             | 549 050                                     | 549 050                                     |
| Befolkningsutveckling i Köpenhamn. Befolkningstalen gäller för Köpenhamns kommun och inte storstadsområdet i dess helhet. |                                             |                                             |                                             |                                             |